# Kurilite
La kurilite è un minerale.